# Ornpass
Der Ornpass ist ein Pass im Schweizer Kanton Zürich in der Gemeinde Hinwil zwischen Wernetshausen und Wald ZH. Die Passhöhe liegt auf einer Höhe von 925 m ü. M. am Südhang des Bachtels (1115 m).

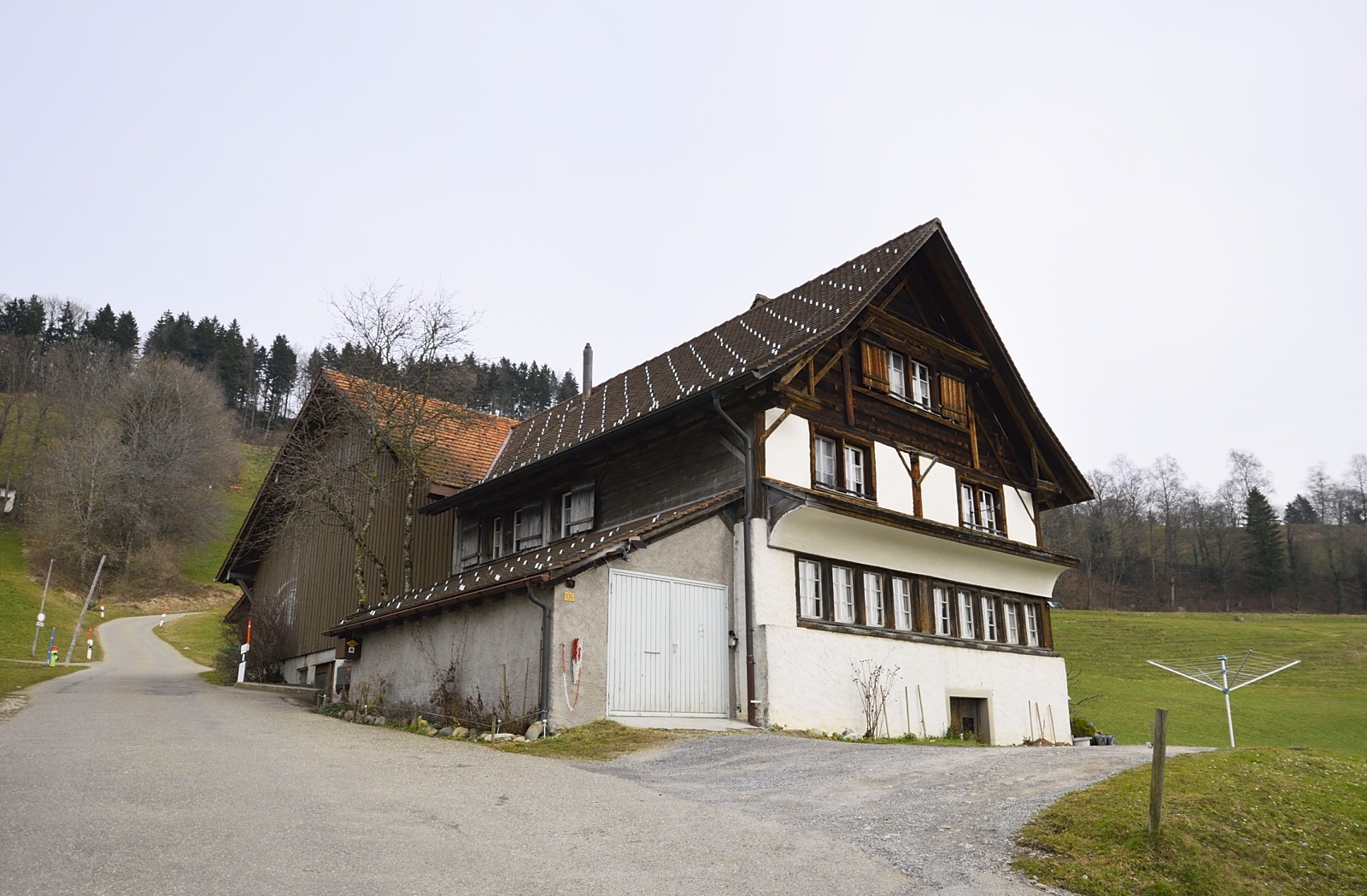
Altes Bauernhaus in Orn an der Strasse auf den Bachtel

Auf dem Ornpass liegt der Weiler Orn, 350 Meter weiter südlich am Berghang der Weiler Niderorn.
Im Orn zweigt auf der Passhöhe eine Strasse ab, die nach Norden zum Gipfel des Bachtels führt. Südwestlich vom Pass liegt der Hügel Hochwacht (950 m), an dessen Nordhang sich früher die «Bachtel-Sprungschanze» befand.
Über den Ornpass verläuft die Vorableitung, eine Hochspannungs-Freileitung.